# Fort Armstrong
Fort Armstrong est un ancien poste militaire de la US Army établi en 1816 sur Rock Island, une île du fleuve Mississippi située près des villes actuelles de Davenport en Iowa et Rock Island en Illinois. Le fort faisait partie d'une série d'ouvrages défensifs construits par les Américains après la guerre de 1812 sur leur frontière occidentale et destinés à empêcher les marchands britanniques d'empiéter sur leur territoire.
Nommé en l'honneur de l'ancien secrétaire à la Guerre des États-Unis John Armstrong, le fort servit de quartier général pour l'armée américaine durant la guerre de Black Hawk de 1832. Il fut finalement abandonné en 1836.